# Chorągiew tatarska Stanisława Morzkowskiego

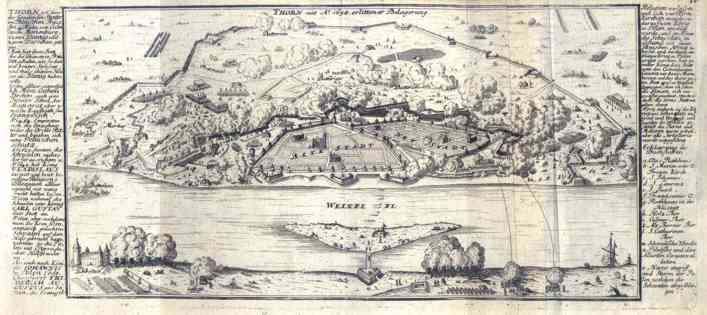
Mapa oblężenia Torunia w 1658.

Chorągiew tatarska Stanisława Morzkowskiego - chorągiew tatarska jazdy koronnej II połowy XVII wieku.
Rotmistrzem chorągwi był Stanisław Morzkowski.
Jej żołnierze brali udział w działaniach zbrojnych wojny polsko-szwedzkiej 1655–1660 (znanej bardziej jako potop szwedzki), m.in. w oblężeniu Torunia w 1658.
Wchodziła w skład pułku Żegockiego w liczbie 93 koni.